# Trysekcja Morleya

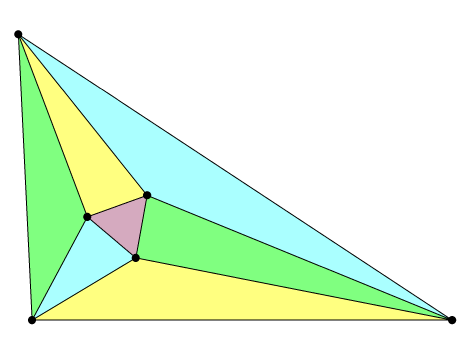

Trysekcja Morleya – twierdzenie mówiące, że w dowolnym trójkącie trzy punkty, powstałe przez przecięcie prostych dzielących kąty trójkąta na trzy równe części, tworzą trójkąt równoboczny, zwany ”trójkątem Morleya”. Twierdzenie zostało odkryte w 1899 r. przez anglo-amerykańskiego matematyka Franka Morleya, opublikowane jednak dopiero w 1924. Twierdzenie ma różne uogólnienia m.in.: jeżeli wszystkie linie dzielące kąty trójkąta na trzy równe części przecinają się, otrzymuje się 4 nowe trójkąty równoboczne.
Istnieje kilka dowodów twierdzenia Morleya, niektóre dość głębokie. Większość obiera jako punkt wyjścia trójkąt równoboczny sprowadza się do wykazania, że można zbudować wokół niego trójkąt, który po skalowaniu jest przystający do wybranego trójkąta. Są dostępne bardziej bezpośrednie dowody.